# Guillaume d'Aigrefeuille le Jeune
Pour les articles homonymes, voir Aigrefeuille.
Guillaume d'Aigrefeuille le Jeune (1339-1401 à Avignon), dit le cardinal de Saint-Étienne, né à La Font en Limousin, fils cadet d'Aymar d'Aigrefeuille, maréchal de la Cour pontificale d'Avignon, et d'Aigline de Montal, neveu des cardinaux Guillaume d'Aigrefeuille l'Ancien et Faydit d'Aigrefeuille, petit-cousin de Clément VI et de Grégoire XI, cardinal de Saint-Étienne au Mont-Cœlius (1367-1401).

## Biographie
Fils cadet d'Aigline de Montal et d'Aymar d'Aigrefeuille, ses parents le dirigent naturellement vers la carrière ecclésiastique. Il avait comme frères et sœurs : Jean (baron de Gramat), Aymar II (seigneur de la Font et de Tudeils), Florence (qui convola avec Olivier de Cazillac, Hugues de Montferrand puis Arnaud de Bérail), Hélène (dite Douce, qui se maria avec Jean de Maumont et Bertrand de Faudoas), Marie (qui épousa Bertrand de Loudun puis Hélie de Lestrade).

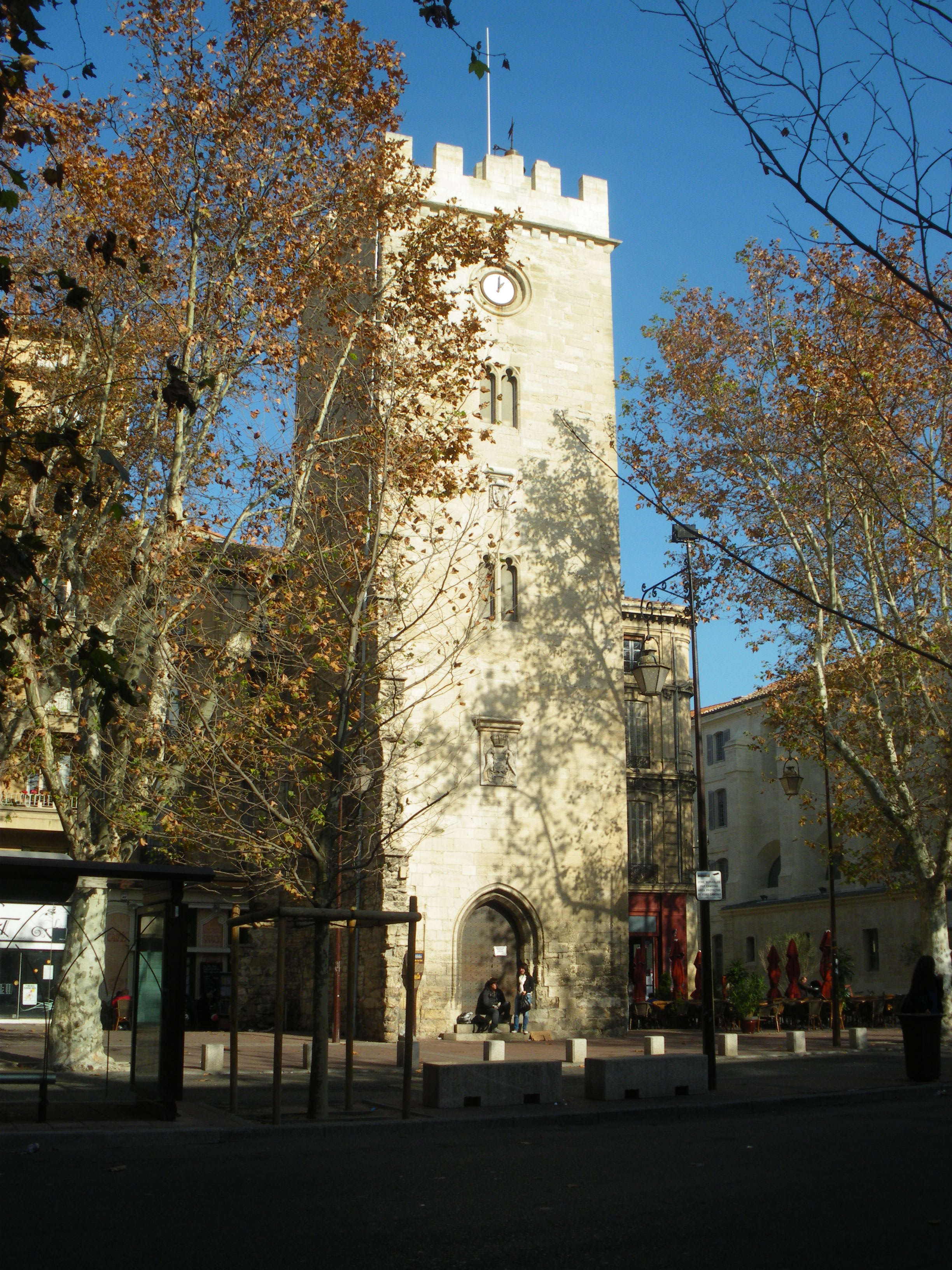
Vestiges de la Livrée de Guillaume d'Aigrefeuille le Jeune, ancienne commanderie du Temple d’Avignon, dite de Saint-Jean-le-Vieux, sur l’actuelle Place Pie.

### Une formation de canoniste
Entré tout d’abord chez les bénédictins de Cluny, il est détaché de son abbaye pour suivre des cours à l'Université de Toulouse où il obtient son doctorat en droit canon. Nommé tout d'abord doyen du chapitre de la cathédrale de Clermont-Ferrand vers 1362, il devient protonotaire apostolique puis auditeur de la Sainte Rote.

### Le cardinal de Saint-Étienne
Lors du consistoire du 12 mai 1367, avant son départ pour Rome, Urbain V décide de remettre le chapeau à un seul promu : Guillaume d'Aigrefeuille le Jeune. Seulement âgé de 28 ans, il devient cardinal-prêtre de Saint-Étienne-le-Rond. Il suit le pape à Rome où il reçoit les prébendes de chanoine de Charminster et Béré en 1370.
Son premier séjour romain s'achève avec le retour d'Urbain V en Avignon qui meurt peu de temps après. Il participe alors à son premier conclave, le 29 décembre 1370, où 18 des 20 cardinaux du Sacré Collège élisent le lendemain son cousin Pierre Roger de Beaufort qui prend le nom de Grégoire XI.
Le 3 janvier 1371, le cardinal arbitre en Limousin, à la demande du pape, l'acte de paréage concernant les fiefs de Carbonnières et de Pesteils passé entre le chevalier Guy de Pesteils, absent, représenté par son oncle Jean de Carbonnières, et Pierre, Bertrand et Guillaume de Merle, et le prieur de Saint-Martial, seigneur de Rosiers. Ces derniers promettent de remettre le château et la tour de Pesteils et d'en rendre hommage.
Le nouveau pontife lui remet la charge de chanoine prébendaire de Hightworth en 1371 et le nomme archidiacre de Berkshire cette même année. Nommé Camerlingue de la Sainte Église romaine en 1377, Grégoire XI le désigne comme son exécuteur testamentaire en mars 1378.

### Le légat de Clément VII
Le soir du 7 avril 1378, à Rome, il entre en conclave pour désigner un successeur au pape défunt. Les cardinaux, en butte à la pression populaire, élisent sous la contrainte Bartolommeo Prignano, archevêque de Bari, qui devient le sixième et dernier non-cardinal à monter sur le trône de Saint-Pierre.
Le camérier Pierre de Cros, archevêque d’Arles, est le premier en butte à sa vindicte. Urbain VI voulant le faire arrêter dans le château Saint-Ange en donne mission aux cardinaux d'Aigrefeuille, de Malesset et de Sortenac. Ceux-ci se gardent bien d'obtempérer et le nouveau pontife s'étant mis à dos l'ensemble des cardinaux, tous, Français et Italiens, se réunissent, le 9 août, sous la présidence du camérier, décident de quitter Rome et de se réfugier dans Anagni, ville du royaume de Naples. Le 20 septembre 1378, un nouveau conclave s'ouvre à Fondi. À l'unanimité est élu le cardinal Robert de Genève qui prend le nom de Clément VII.
Le 31 octobre, en présence d'un envoyé extraordinaire de la reine Jeanne et de nombreux nobles napolitains, Clément VII est couronné pape. Le Grand Schisme d'Occident venait de commencer.
Le nouveau pontife désigne le cardinal d'Aigrefeuille comme légat en France. Il est reçu le 7 mai 1379, au grand conseil de Vincennes, par Charles V et sa cour. Il emporte l'adhésion du roi et des princes qui rejoignent l'obédience de Clément VII. Puis il se rend dans l'empire germanique du 29 novembre 1379 au 25 janvier 1385 où il décide le duc d'Autriche et quelques grandes villes allemandes de rejoindre le parti du pape d'Avignon. Celui-ci, reconnaissant, le nomme cardinal protoprêtre en mai 1385.
Après avoir participé au conclave de 1394 qui élit Benoît XIII, il se retire chez son neveu Elzéar d'Aigrefeuille, baron de Gramat. Par testament, il lègue tous ses biens patrimoniaux à son frère Jean d'Aigrefeuille. Alors qu'il venait d'être honoré du titre de cardinal-évêque de Sabine, il meurt à Avignon, le 13 janvier 1401. Il est inhumé en la chapelle Saint-Étienne de la collégiale Saint-Martial d'Avignon dont il avait été l'un des bienfaiteurs. Son épitaphe a été relevée dans le « Dictionnaire d'épigraphie chrétienne » par l'abbé Migne.
« HIC. IACET. REVERENDISSIMVS. IN CHRISTO. PATER. DOMINVS. GVILLELMVS. DE. AGRIFOLIO. DECRETORVM. DOCTOR. TIT. S. STEPHANI. IN COELIO MONTE. S. R. E. PRESBYTER CARDINALIS. QVI. OBIIT. DIE. XIIII. MENSIS. IANVARII. ANNO. A. NATIVITATE. DOMINI. MCCCCI. ANIMA. EIVS. IN. PACIS. QVIESCAT. AMEN. »
« Ci-gît le révérendissime père en Christ, le seigneur Guillaume d'Aigrefeuille, docteur en droit canon, cardinal-prêtre de la Sainte Église Romaine au titre de Saint-Étienne au Mont-Cœlius, décédé le 13 du mois de janvier de l'an 1401 de la nativité de Notre-Seigneur. Que son âme repose en paix. Amen. »